# Коцеж (Західнопоморське воєводство)
Коцеж (пол. Kocierz, нім. Kutzer) — село в Польщі, у гміні Плоти Ґрифицького повіту Західнопоморського воєводства.
Населення — 29 осіб (2011).
У 1975-1998 роках село належало до Щецинського воєводства.

## Демографія
Демографічна структура станом на 31 березня 2011 року:
|          | Загалом | Допрацездатний вік | Працездатний вік | Постпрацездатний вік |
| -------- | ------- | ------------------ | ---------------- | -------------------- |
| Чоловіки | 18      | 2                  | 15               | 1                    |
| Жінки    | 11      | 1                  | 9                | 1                    |
| Разом    | 29      | 3                  | 24               | 2                    |